# Eucampsipoda penthetoris
Eucampsipoda penthetoris är en tvåvingeart som beskrevs av Oskar Theodor 1955. Eucampsipoda penthetoris ingår i släktet Eucampsipoda och familjen lusflugor. Inga underarter finns listade i Catalogue of Life.